# 一致的网络设备命名
一致的网络设备命名，是一个约定，用于对Linux的以太网适配器进行命名。
新的命名规则在2009年确定，用于取代基于ethX的旧命名规范。老的命名方式有些问题，因为网卡（NICs）的命名是基于内核启动时发现设备的顺序而定的。添加新接口可能会导致原来的接口名称改变。

## 规则
新命名规则为：
- 对于板载（嵌入式embedded）网卡称为em[1-N]
- 对于PCI接口的网卡，使用p<slot_number>p<port_number>命名，端口编号从1开始（而不是0）
- 对于NPAR和SR-IOV设备添加一个后缀_<vf>，从0..N，编号依赖于分区号[Partitions]或每个端口获得的虚拟函数[Virtual Functions]
- 其他Linux的约定规则，如.<vlan>和:<alias>后缀没有改变，仍然可以使用[3]

## 采用
这个命名规范是由戴尔开发的名为biosdevname的模块控制的。
第一批采用此模块的Linux发行版为2011年5月的Fedora 15和Red Hat Enterprise Linux 6.1。之后在2012年2月被SUSE Linux Enterprise Server Service Pack 2 采用。更新的Dell PowerEdge和Dell Precision模块支持新的命名。
开放源代码的实现是基于systemd的udev机制。